# تعاقب الرؤساء التنفيذيين
تعاقب الرؤساء التنفيذيين يشير إلى العملية التي يضمن من خلالها مجالس الإدارة أن منظمتهم لديها القدرة على الحفاظ على التميز في قيادة الرئيس التنفيذي بمرور الوقت مع الانتقال من قائد إلى آخر.

## الأهمية التجارية
خلافة الرئيس التنفيذي هي إحدى الوظائف الرئيسية لمجلس الإدارة. يؤثر تغيير رئيس المؤسسة على ثقافة الشركة وعلاقات مجلس الإدارة / الرئيس التنفيذي والتصورات من دوائر متعددة داخل وخارج العمل. يمكن أن يؤثر الاضطراب الذي يحدث على الأداء بطريقة إيجابية أو محايدة أو سلبية. تدير الشركات الناجحة هذه العملية في وقت مبكر من خلال مجموعة منسقة من العمليات والمعالم. يتطلب تعاقب الرئيس التنفيذي الفعال برنامجا محددا جيدا يضمن توفير مرشحين ذوي كفاءة عالية ومستعدين لتولي منصب الرئيس التنفيذي سواء من خلال حدث غير متوقع أو انتقال مخطط له. يتأثر نجاح أو فشل انتقال الرئيس التنفيذي بمجموعة من العوامل الواضحة وغير الواضحة والعديد منها ذو طبيعة اجتماعية / نفسية. يمكن أن يكون لكيفية إدارة هذه العوامل تأثير هائل على أداء وحالة المنظمة.

## الرأي التنظيمي
في إصدار أكتوبر 2009 أزالت هيئة الأوراق المالية والبورصات الأمريكية بشكل فعال دفاع استبعاد الأعمال العادي الذي تستخدمه الشركات المترددة في الكشف عن عملية خلافة الرؤساء التنفيذيين للمساهمين. يسمح تغيير السياسة بموجة جديدة من التدقيق في حوكمة الشركات حيث يركز المنظمون والمساهمون بشكل متزايد على ممارسات تعاقب الرؤساء التنفيذيين. أعلنت نشرة الموظفين من حيث المبدأ أن اللجنة لم تعد تسمح للشركات باستبعاد مقترحات المساهمين بناء على حجة مفادها أن تخطيط تعاقب الرئيس التنفيذي هو مسألة عمليات تجارية عادية. في عكس موقفها أقرت لجنة الأوراق المالية والبورصات بأن التخطيط السيئ لتعاقب الرؤساء التنفيذيين يشكل خطرا تجاريا كبيرا ويثير مشكلة تتعلق بالسياسة بشأن حوكمة الشركة التي تتجاوز الأعمال اليومية لإدارة القوى العاملة. يشير التغيير إلى أن المنظمين قد أعادوا صياغة فكرة تعاقب الرئيس التنفيذي كقضية لإدارة المخاطر ووضعوا مسؤوليتهم بحزم في مجلس الإدارة. يتم إعادة تعريف مسؤوليات تخطيط التعاقب على أنها "وظيفة رئيسية في مجلس الإدارة" و "قضية مهمة تتعلق بالسياسة (والحوكمة) ... حتى لا تتأثر الشركة سلبا بوظيفة شاغرة في القيادة".